# Gymnoscelis contrastata
Gymnoscelis contrastata là một loài bướm đêm trong họ Geometridae.